# مسکو تلافی می‌کند
مسکو تلافی می‌کند (روسی: Разгром немецких войск под Москвой) فیلمی در ژانر مستند است که در سال ۱۹۴۲ منتشر شد. از بازیگران آن می‌توان به ادوارد جی. رابینسون اشاره کرد.